# Префектура Нара
Нара (Јапански:奈良県; Nara-ken) је префектура у Јапану која се налази у региону Кансај на острву Хоншу. Главни град је Нара. Становништво Нара префектуре 2020. године износило је 1.321.805 становника и обухвата географску површину од 3.691 квадратних километара. Нара префектура граничи са Кјото префектуром на северу, Осака префектуром на северозападу, Вакајама префектуром на југозападу и Мије префектуром на истоку.
Нара је главни и највећи град Нара префектуре, са другим већим градовима укључујући Кашихару, Икому и Јаматокоријаму. Нара префектура се налази у центру Кии полуострва на обали Тихог океана у Јапану и једна је од само осам копнених префектура. Нара префектура има одлику да има више места УНЕСКО светске баштине него било која друга префектура у Јапану.